# In Technicolor, Part 1
In Technicolor, Part 1 es el sexto extended play del cantautor estadounidense Jesse McCartney.

## Información
El 26 de noviembre de 2013 se anunció que el EP sería lanzado el 10 de diciembre del mismo año en iTunes y otras tiendas digitales alrededor del mundo. Las 4 canciones que contiene el EP son un avance del álbum de McCartney que será lanzado en la primavera de 2014.

He estado ocupado, pero finalmente estoy listo para lanzar algo de música nueva. Más que nada, (el EP) es sólo un avance de lo que será el álbum completo el próximo año. Quiero poner algo para los fans -- ellos han sido más que pacientes. Y quiero darles una muestra de (música nueva), porque el estilo del nuevo álbum es muy diferente al de los anteriores.
Jesse McCartney

### Promoción
El 12 de agosto de 2013, durante una transmisión en vivo en el estudio Kiss 108 Boston, McCartney anunció que el nuevo sencillo de su EP estaría disponible en iTunes al día siguiente.
McCartney prometió lanzar su nuevo sencillo, Back Together, si la portada del mismo llegaba a los 50,000 likes en Facebook, llegando a más de 35,000 el actor y cantante lanzó su nueva canción, que es la introducción a un EP que se espera para este año tras la cancelación de su cuarto álbum en el 2010.
En la canción, McCartney habla sobre una relación pasada, pidiéndole a su expareja volver con él. La canción fue escrita por McCartney, junto a los integrantes de la banda de pop rock Hot Chelle Rae, Nash Overstreet y Ryan Follesé, y coescrita por James Morales, Matthew A. Morales y Julio David Rodríguez y producida por estos 3 últimos bajo el nombre de The Elev3n. Hasta noviembre de 2013, el sencillo ha logrado vender más de 24,000 descargas digitales en Estados Unidos, de acuerdo con Nielsen Soundscan.

## Canciones
| N.º | Título                  | Escritor(es)                                                                                             | Duración |  |
| 1.  | «In Technicolor, Pt. I» | Jesse McCartney, James Morales, Matthew A. Morales, Julio David Rodríguez, Shane Stevens                 | 1:41     |  |
| 2.  | «Back Together»         | Jesse McCartney, Nash Overstreet, Ryan Follesé, James Morales, Matthew A. Morales, Julio David Rodríguez | 3:42     |  |
| 3.  | «Tie The Knot»          | Jesse McCartney, James Morales, Matthew A. Morales, Julio David Rodríguez, Jared Cotter                  | 3:23     |  |
| 4.  | «Checkmate»             | | 3:30     |  |

## Posicionamiento
| Lista (2013)                      | Posición |
| --------------------------------- | -------- |
| U.S. Billboard Independent Albums | 46       |
| iTunes USA Albums                 | 20       |
| iTunes USA Pop Albums             | 8        |
| iTunes México Albums              | 51       |
| iTunes México Pop Albums          | 15       |
| iTunes Viet Nam Albums            | 7        |
| iTunes Canadá Albums              | 60       |
| iTunes Canadá Pop Albums          | 24       |
| iTunes Italia Albums              | 76       |